# Ralf Schulenberg
Ralf Schulenberg (Erfurt, 15 de Agosto de 1949) é um ex-futebolista profissional alemão que atuava como atacante, 
medalhista olímpico.

## Carreira
Ralf Schulenberg, atuou em três clubes na carreira, ele fez parte do elenco da Alemanha Oriental, bronze em 1972.

## Ligações Externas
- Perfil na Sports Reference